# Ausbildungsgeld
Das Ausbildungsgeld ist in Deutschland einerseits eine nach § 65 Abs. 5 SGB IX vorgesehene Sozialleistung, die für behinderte Menschen erbracht wird, die eine Erstausbildung durchlaufen und keinen Anspruch auf Übergangsgeld haben. Andererseits bezeichnet Ausbildungsgeld die Bezüge für Anwärter für die Laufbahn der Offiziere des Sanitätsdienstes (Sanitätsoffizieranwärter), die unter Wegfall der Geld- und Sachbezüge zum Studium (Human-, Zahn-, Veterinärmedizin, Pharmazie) beurlaubt sind. Er besteht aus Grundbetrag und Familienzuschlag und ist in der Sanitätsoffizieranwärter-Ausbildungsgeldverordnung (SanOAAusbGV) geregelt.
Das Ausbildungsgeld für behinderte Menschen ist in §§ 122–126 SGB III geregelt. Für das Ausbildungsgeld gelten nach § 122 Abs. 2 SGB III die Vorschriften der Berufsausbildungsbeihilfe. Die folgenden Paragraphen legen Ausnahmen insbesondere bei der Anspruchshöhe und bei der Anrechnung von Einkommen fest.

## Anspruch
Ein Anspruch entsteht, wenn der Mensch mit Behinderung eine Berufsausbildung, eine berufsvorbereitende Bildungsmaßnahme, eine unterstützte Beschäftigung oder ein Berufsgrundbildungsjahr durchläuft.
Die Anspruchshöhe bestimmt sich nach folgender Tabelle:
| Wohnort | Leistungshöhe bei | Leistungshöhe bei |
| Wohnort | Berufsausbildung  | Maßnahme          |
| --- | ----------------- | ----------------- |
| Haushalt der Eltern | 480 Euro          | 262 Euro          |
| Wohnheim, Internat, Ausbildungsbetrieb oder besondere Einrichtung für behinderte Menschen, wenn Kosten der Unterkunft vom zuständigen Rehabilitationsträger übernommen werden | 126 Euro          | 126 Euro          |
| anderweitig außerhalb des Haushalts der Eltern, wenn Kosten der Unterkunft vom zuständigen Rehabilitationsträger übernommen werden                                            | 421 Euro          | 262 Euro          |
| anderweitig außerhalb des Haushalts der Eltern, wenn Kosten der Unterkunft nicht vom zuständigen Rehabilitationsträger übernommen werden                                      | 781 Euro          | 736 Euro          |

Bei behinderten Menschen, die das 18. Lebensjahr noch nicht vollendet haben, gilt, dass der Bedarf bei einer auswärtigen Unterbringung, dessen Kosten nicht übernommen werden, nur dann anerkannt wird, wenn der Ausbildungsort vom Wohnort der Eltern nicht erreichbar ist und auch keine Leistungen der Kinder- und Jugendhilfe nach SGB VIII gezahlt werden. Ansonsten werden nur 480 Euro bei einer Berufsausbildung bzw. 262 Euro bei einer Maßnahme als Bedarf anerkannt.

## Ausnahme bei Teilnahme am Berufsbildungsbereich einer WfbM
Ein behinderter Mensch, der den Berufsbildungsbereich einer anerkannten Werkstatt für behinderte Menschen durchläuft, erhält nach § 125 SGB III monatlich 126 Euro.

## Anrechnung von Einkommen
Einkommen, das bei einer Tätigkeit in einer Werkstatt für behinderte Menschen erzielt wird, wird grundsätzlich nicht auf den Bedarf angerechnet.
Zusätzlich wird nach § 126 SGB III nicht angerechnet:
- Waisenrente, Waisengeld und Unterhalt bis zu einer Höhe von 334 Euro
- das Einkommen der Eltern bis zu einer Höhe von 4392 Euro
- bei getrennten oder verwitweten Elternteilen das Einkommen des Elternteils, bei dem der behinderte Mensch lebt, bis zu 2736 Euro (das Einkommen des anderen Elternteils wird überhaupt nicht angerechnet)
- das Einkommen des Ehegatten bis zu 2736 Euro.

## Kritik
Das Ausbildungsgeld wird im Falle der Unterbringung in einem Internat kritisiert. Dies betrifft vor allem behinderte Menschen, etwa in einem Berufsbildungswerk, die keine reguläre Ausbildung auf dem allgemeinen Arbeitsmarkt absolvieren können. Das Ausbildungsgeld deckt zwar die Kosten des Internats ab, nicht aber die Kosten der Wohnung, auf die die behinderten Menschen in den Wochenenden und Ferien weiterhin angewiesen sind. Können die Eltern diese Kosten ihrerseits nicht decken, etwa weil sie selbst hilfebedürftig sind, droht den behinderten Menschen dadurch die Obdachlosigkeit. Dies führt in der Praxis zu zahlreichen Ausbildungsabbrüchen, wodurch den behinderten Menschen der Zugang zum allgemeinen Arbeitsmarkt dauerhaft abgeschnitten wird. Das Bayerische Landessozialgericht hat hierin einen Härtefall gesehen und das zuständige Jobcenter dazu verpflichtet, die Kosten der Wohnung als Darlehen zu gewähren. Das Bundessozialgericht hat diese Einschätzung im Wesentlichen bestätigt.